# ياقة رمادية

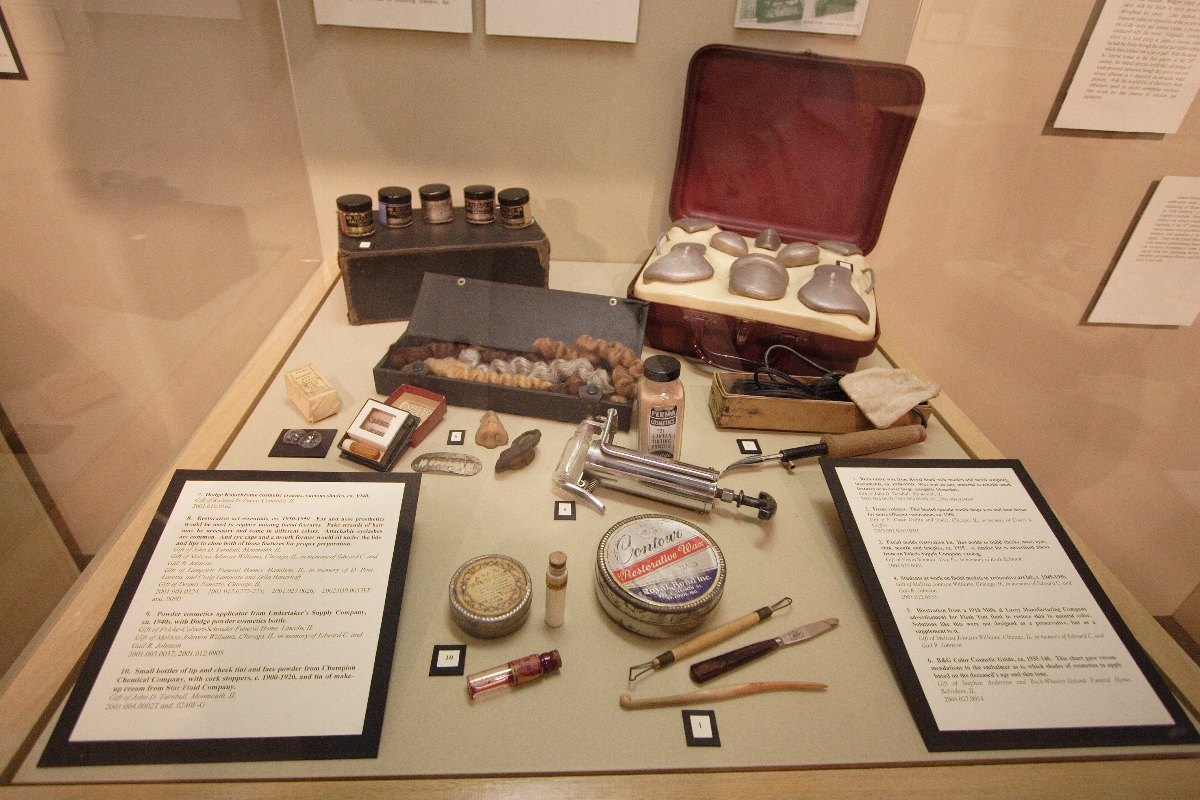
أدوات الترميم الخاصة بمدير الجنازات، متحف العادات الجنائزية، سبرينغفيلد

تشير الياقة الرمادية إلى توازن الأشخاص العاملين غير المصنفين على أنهم ذوي الياقات البيضاء أو الزرقاء. يتم استخدامه أحيانًا لوصف الأفراد المسنين الذين يعملون بعد سن التقاعد، بالإضافة إلى تلك المهن التي تتضمن بعض عناصر الياقات الزرقاء والبيضاء، وعادة ما تكون بين الفئتين من حيث القدرة على كسب الدخل .
غالبًا ما يكون للعمال ذوي الرمادية تراخيص أو درجات زمالة أو دبلومات من مدرسة تجارية أو فنية في مجال معين. إنهم على عكس العمال ذوي الياقات الزرقاء حيث يمكن تدريبهم في كثير من الأحيان على العمل في غضون عدة أسابيع ، في حين أن العمال ذوي الياقات الرمادية لديهم بالفعل مجموعة مهارات محددة ويحتاجون إلى معرفة أكثر تخصصًا من نظرائهم من ذوي الياقات الزرقاء.
المجال الذي يعترف أكثر بالتنوع بين هاتين المجموعتين هو الموارد البشرية وقطاع التأمين. يجب التأمين على هذه المجموعات المختلفة بشكل مختلف من أجل المسؤولية حيث أن احتمال الإصابة مختلف.
كتبت بيتسبرغ بوست-جازيت أن تعريفًا آخر للياقة الرمادية يمكن أن يكون العامل ذوي الياقات البيضاء الناقصي العمالة.